# آلوان اس. هارپر

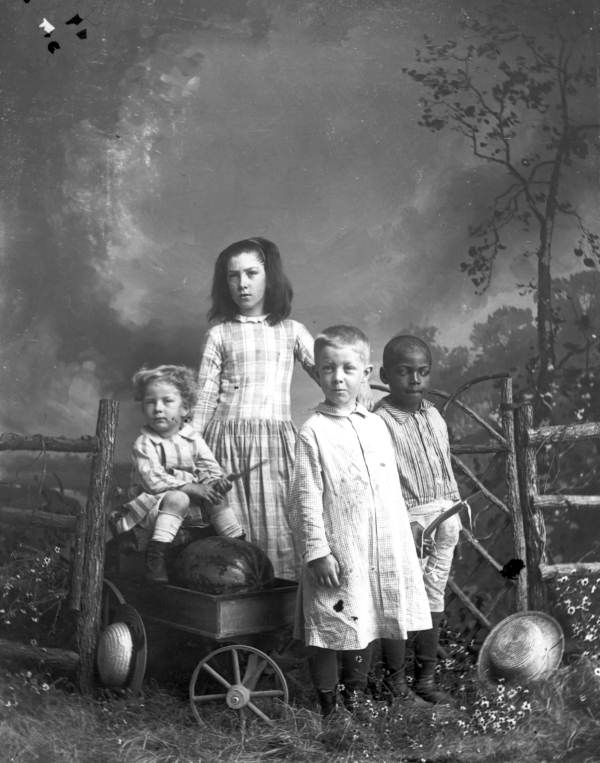
کودکان با لباس بازی

آلوان اس. هارپر (انگلیسی: Alvan S. Harper; ۱ ژانویهٔ ۱۸۴۷ – ۱ ژانویهٔ ۱۹۱۱) یک عکاس آمریکایی بود که در تالاهاسی، فلوریدا عکاسی می‌کرد.

## زندگی‌نامه
هارپر در سال ۱۸۴۷ در نوریس‌تاون، پنسیلوانیا به دنیا آمد. او قبل از نقل مکان به تالاهاسی، فلوریدا، به عنوان عکاس در فیلادلفیا کار می‌کرد. کتاب عکس‌های او که در سال ۱۹۸۶ منتشر شد در تاریخ نگار جنوبی بررسی شد. در سال ۲۰۱۷ یک گاری‌سواری از طریق آلوان اس. هارپر تالاهاسی برگزار شد. نمایشگاه گزیده‌ای از عکس‌های او از آمریکایی‌های آفریقایی تبار در موزه ونتورث (موزه تاریخ پنساکولا فعلی) در پنساکولا، فلوریدا ۲۰۱۶ برگزار شد.
او یک استودیو داشت که در آن با پس‌زمینه، عکس‌های کارت کابینته، و همچنین عکس‌هایی از خانه‌ها، ساختمان‌ها، کشاورزی، شکار، فعالیت‌های راه‌آهن، رهبران سیاسی و بسیاری از مردم محلی پرتره می‌گرفت. آرشیو ایالت فلوریدا مجموعه‌ای از آثار او را در اختیار دارد. دانشگاه فلوریدا آلبومی از کارهای او شامل بیوگرافی کوتاه، توضیحی در مورد کشف مجدد مجموعه‌ای از صفحه‌های عکاسی او، نمادهای روی تصاویر، و همچنین گزارش‌های رسانه‌ای از تاریخ و عکس‌های او منتشر کرد. یک نمایشگاه سیار از عکس‌های منتخبی که او از آمریکایی‌های آفریقایی تبار گرفته است توسط موزه فلوریدا به نمایشگاهی سیار تبدیل شده است.
هارپر مجموعه‌ای از پرتره‌ها از قضات دادگاه عالی فلوریدا را جمع‌آوری کرد. او عکس‌ها را با زغال روتوش کرد. بعدها برای ساختن نقاشی رنگ روغن استفاده شد اما این مجموعه گم شدند. برخی بعداً دوباره کشف شدند در حالی که بسیاری هنوز ناپدید هستند.

## نگارخانه

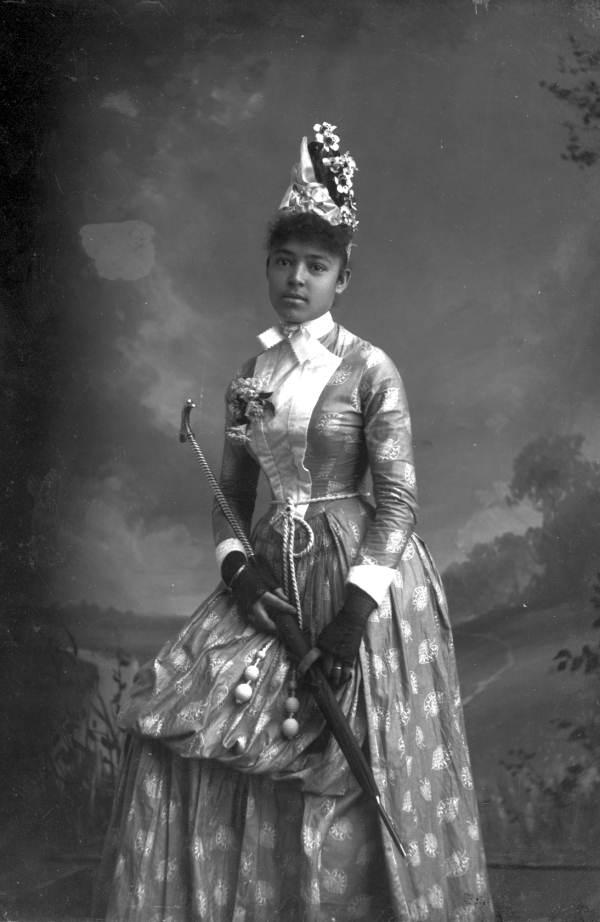
نلی فرانکلین با چتری در دست
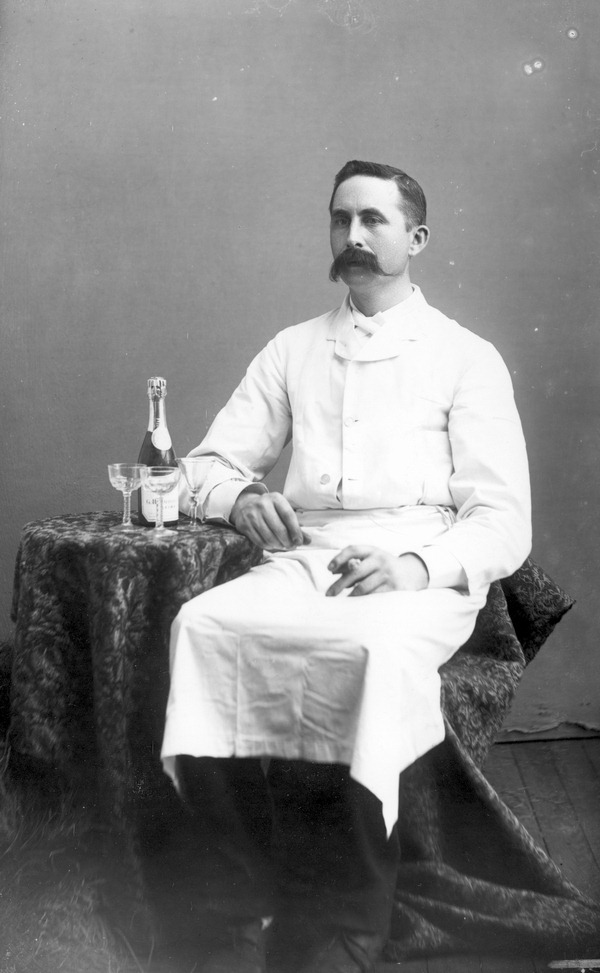
هاوکینز
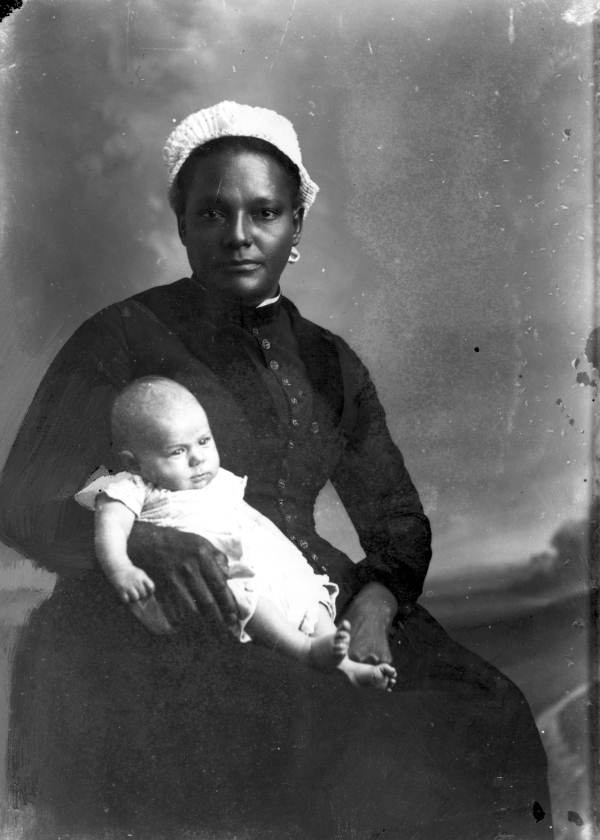
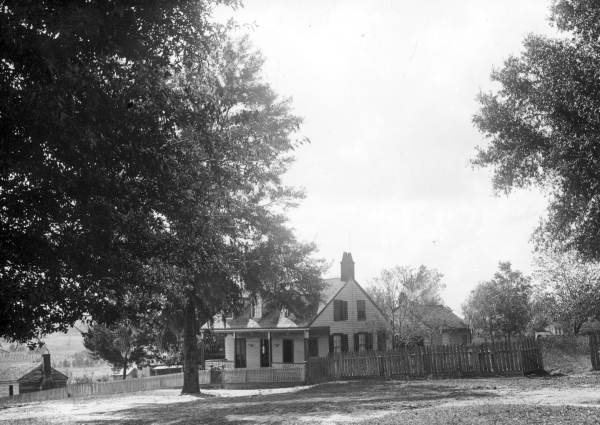
خانه آلوان هارپر
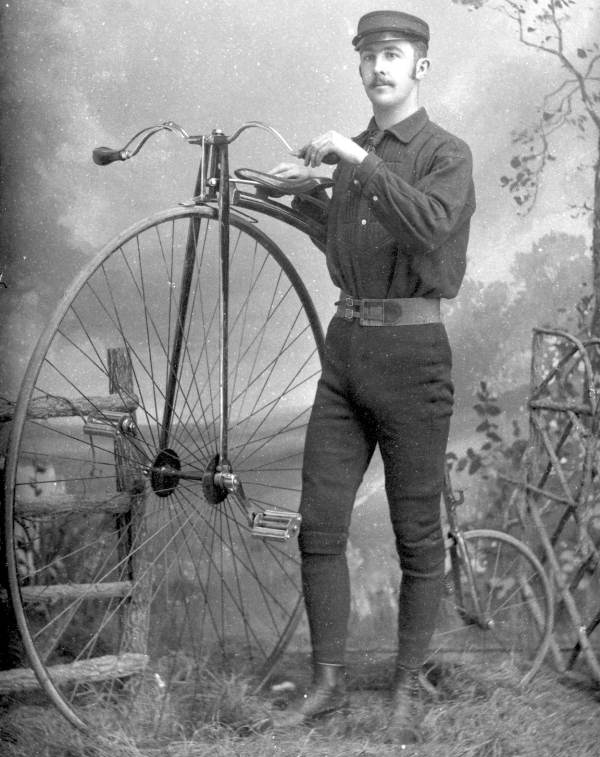
لوری ا. پرکینز با دوچرخه پنی فارتینگ (دستی چرخ بلند)
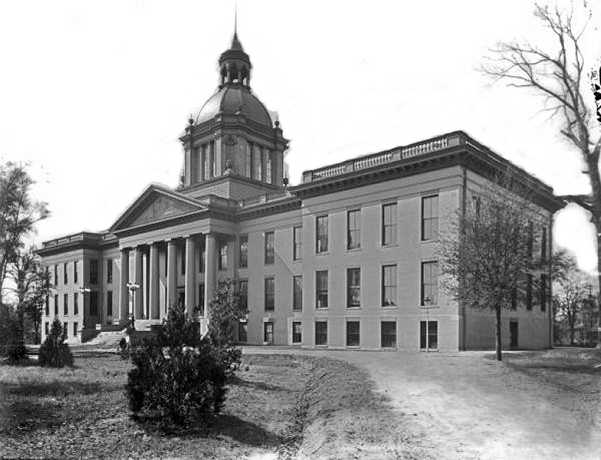
کاپیتول ایالت فلوریدا
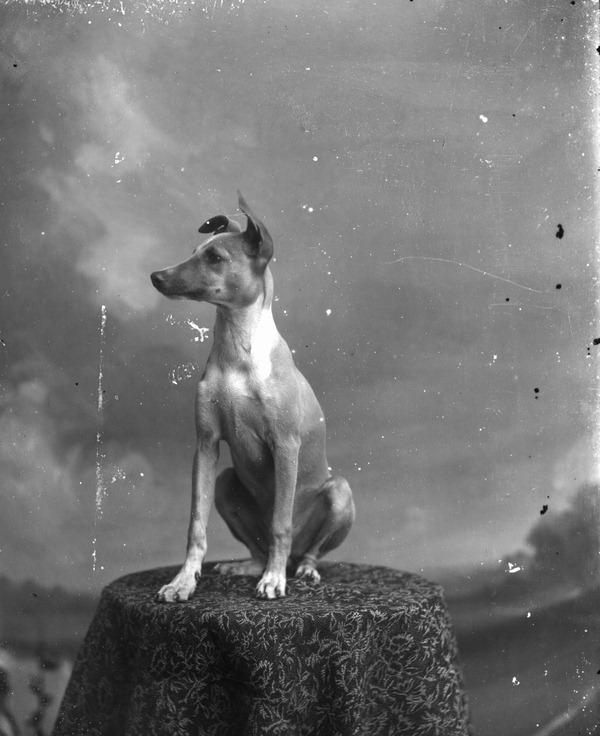
ژست سگ روی میز
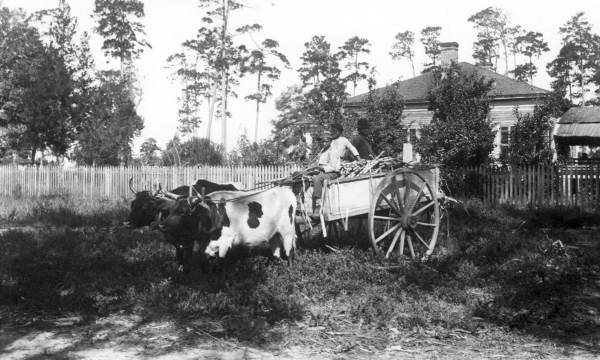
سه پسر در حال حمل نیشکر به آسیاب
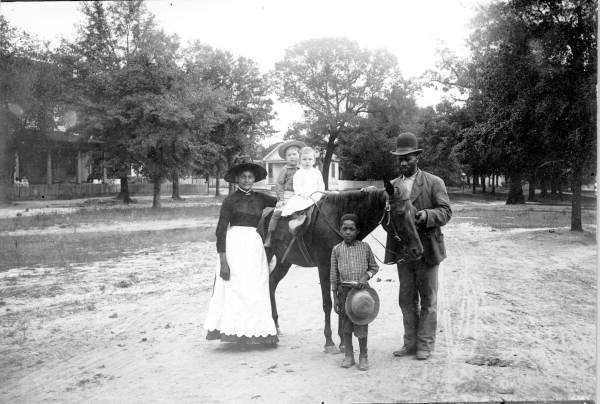
فرزندان وینتروپ فرانسیس بی وینتروپ و گای وینتروپ سوار بر اسب همراه با خدمه
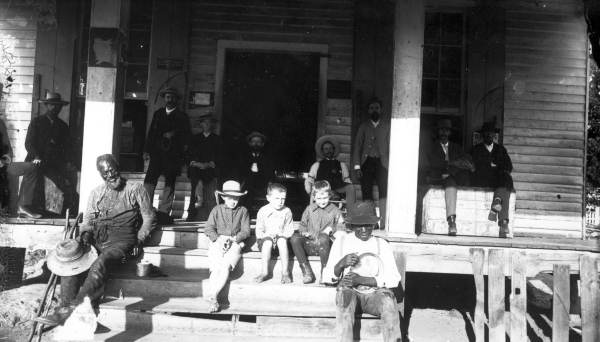
گروهی از مردان و پسران در ایوان فروشگاه و پله‌ها
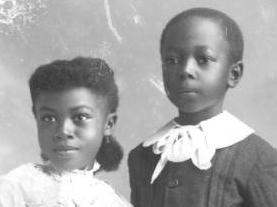
دو کودک
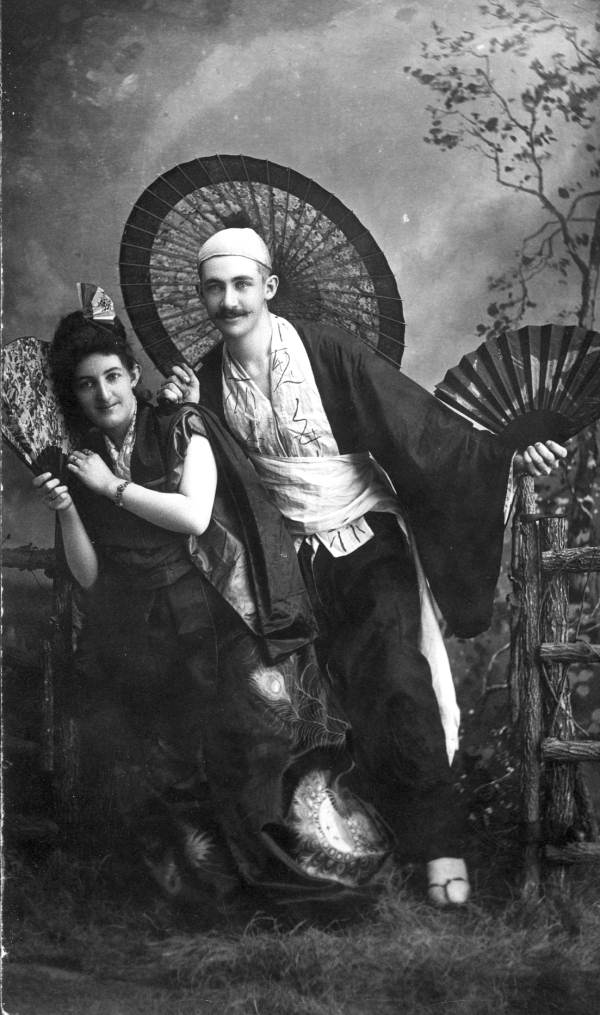
بازیگران با لباس نمایش در تاتر میکادو در سالن گالی، ۱۳ آوریل ۱۸۸۷
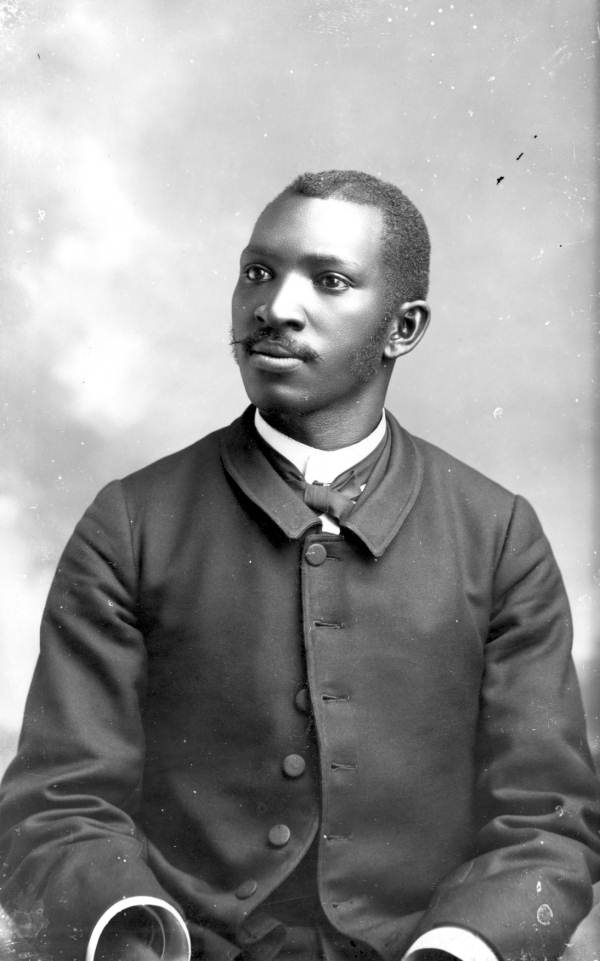
مردی با کت تیره
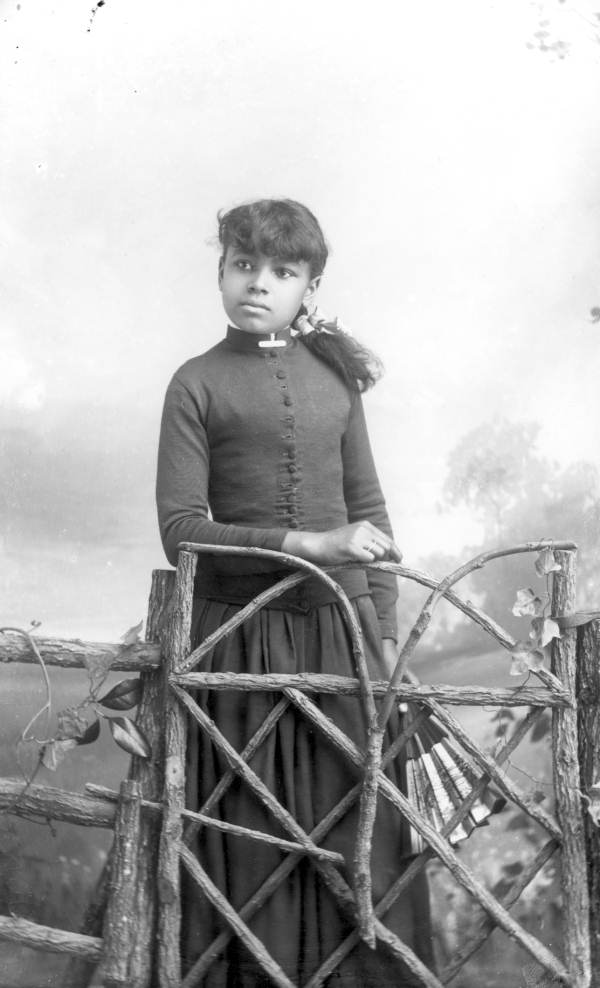
دختری که در پشت دروازه ایستاده است
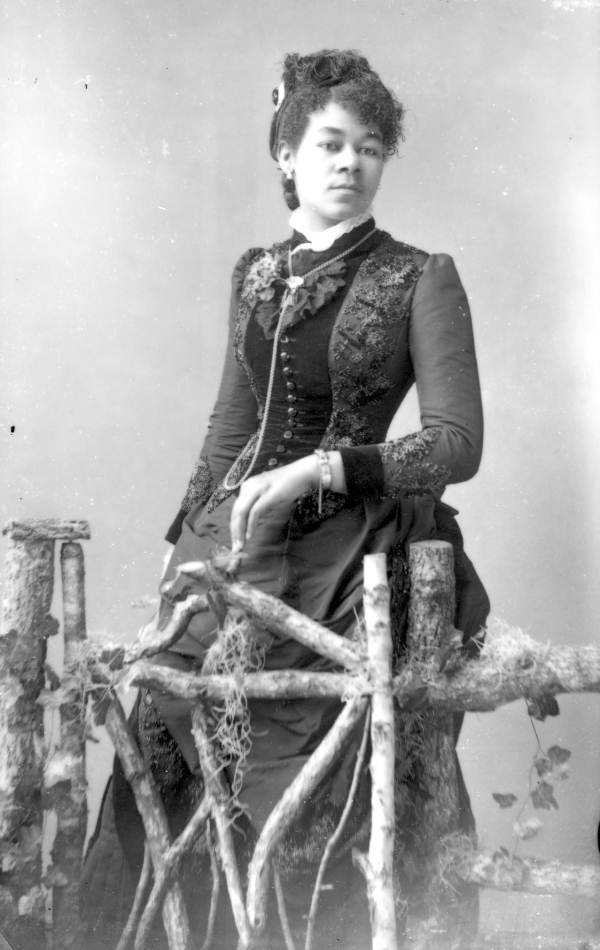
رزباد دنهام با لباس برجسته و کلاه
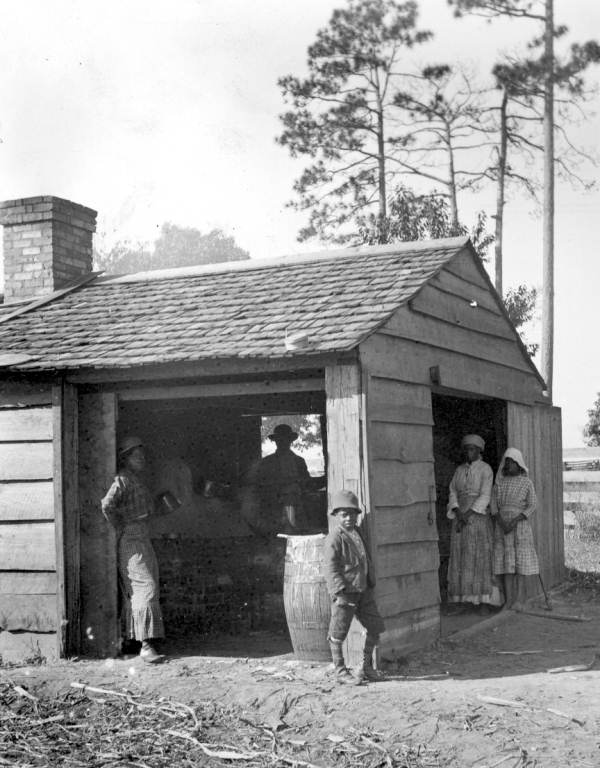
کارگران در حال جوشاندن شربت نیشکر